# Design-based Research
Design-Based Research (DBR) (Designbasierte Forschung) ist eine spezifische Forschungsmethodologie, die in vielen anwendungsbezogenen Wissenschaften und Feldern u. a. von Forschenden in der Hochschuldidaktik, in der Lehr-Lernforschung und den Bildungswissenschaften verwendet wird. Das grundlegende Ziel von DBR besteht darin, Lösungen (sogenannte „Interventionen“) für didaktische Herausforderungen zu entwickeln. Konkrete, meist kleinere Interventionen werden genutzt, um die Wirksamkeit von Veränderungen in der Hochschullehre zu überprüfen. Die Datenanalyse erfolgt oft in Form von iterativen Vergleichen. Entsprechende Iterationen können angepasst werden. Das Ziel dieses Ansatzes ist es, neue Theorien und Rahmenkonzepte für die Konzeptualisierung von Lernen, Didaktik, Designprozessen und zur Begleitung von Bildungsreformen zu generieren.

## Definition
DBR als Methodologie soll ermöglichen, einen exemplarischen Beitrag zur Lösung eines didaktischen Problems (wie z. B. im Zusammenhang mit Lernenden, Lernorten, Lernprozessen und Lerngemeinschaften) zu leisten und dadurch „nützliche“ Theorien hervorzubringen, die zwar stets kontextgebunden, aber für eine übergreifende (Lehr-)Praxis relevant sind. Fragen wie z. B. „Was funktioniert wo, wann, für wen und warum?“ stehen im Zentrum des Interesses.
Ein grundlegendes Merkmal von DBR ist die Kombination von empirischen Annahmen mit ihrer unmittelbaren Testung im didaktischen Vollzug:

„Die Zufälligkeit künstlicher Phänomene hat immer Zweifel aufkommen lassen, ob sie wirklich in den Bereich der Wissenschaft einzuordnen sind. Manchmal sind diese Zweifel mit der … Schwierigkeit verbunden, die Zuschreibung von der Beschreibung zu differenzieren. Das scheint mir aber nicht die eigentliche Schwierigkeit zu sein. Das eigentliche Problem besteht darin, zu zeigen, wie man überhaupt empirische Aussagen über Systeme machen kann, die unter anderen Umständen ganz anders sein könnten, als sie sind.“

In den Bildungswissenschaften werden eine Vielzahl von Forschungsmethoden über und durch Design beschrieben, wobei stets auch ältere methodische Ansätze auf kreativen und neuen Wegen mit empirisch basierten und anwendbaren Theorien verbunden werden. Während in der Bildungsforschung untersucht wird, wie sich Bildung aktuell gestaltet oder wie sich etwas historisch entwickelt hat, geht es im DBR stärker um die Frage, wie Bildung sein könnte oder sollte.
DBR wird oft in Verbindung zum Scholarship of Teaching and Learning (SoTL) gebracht, das stärker auf die wissenschaftliche Auseinandersetzung mit der eigenen Lehre zielt. Demgegenüber zielt DBR nicht vordergründig auf die Beforschung der eigenen Lehre allein, sondern insbesondere auf die Suche nach Lösungen für didaktischen Herausforderungen: „das Design einer so angestoßenen Intervention bildet den Kern von DBR.“

## Modellierungsansätze von DBR
DBR wird unterschiedlich modelliert. In der wissenschaftlichen Literatur lassen sich u. a. folgende Modellierungsansätze finden:
- Phasenmodell für Designforschungsprojekte in der Bildungstechnologieforschung nach Reeves (2006)[9]
- Iteratives Modell aus der Bildungsforschung nach McKenney und Reeves (2019)[10]
- Ausbalancierung zwischen der Entwicklung einer Intervention und Theorie nach Ejersbo und Kollegen (2008)[11]
- Wissenschaft-Praxis-Kooperationen im Kontext der Berufsbildungsforschung nach Euler (2014)[12]
- Dynamische und prozessuale Modellierung im Kontext der Lehrerbildung nach Fraefel (2014)[13]
- DBR-Modellentwurf für die hochschuldidaktische Forschung zur Untersuchung neuer Lehr- und Lernmethoden sowie -szenarien[14]

## Stellung von DBR in der Lehr-Lernforschung
DBR wird oft in der Lehr- und Lernforschung eingesetzt, weil es einen methodischen Rahmen bietet, in dem das jeweilige Untersuchungsobjekt als Teil eines komplexen, sich ständig verändernden Systems betrachtet wird. Brown (1992) weist u. a. darauf hin, dass Lehr- und Lernräume als komplexe soziale Systeme verschiedene emergente Eigenschaften besitzen, die durch die Interaktion und Wirkung von weitaus mehr Variablen beeinflusst werden als den Forschenden zunächst bewusst ist. Anstatt alle relevanten und das Lernen beeinflussende Faktoren zu isolieren, wie dies in der traditionellen Bildungsforschung geschieht, werden in der Lehr-Lernforschung häufig auch designbasierte Forschungsmethoden eingesetzt. Lernen kann dabei sowohl in institutionalisierten bzw. formalen Lernsituationen als auch in informellen Lernkontexten untersucht werden, ohne die Komplexität von Lernsystemen zu vernachlässigen.
Diese Haltung wurde durch eine Reihe von wissenschaftlichen Befunden, wie z. B. von Cronbach und Snow (1977) bestätigt: Sie weisen darauf hin, dass Aptitude-Treatment-Interaktionen, in deren Rahmen Variablen isoliert werden, um zu bestimmen, welche Faktoren das Lernen „am stärksten“ beeinflussen, nicht zwingend einen höheren Informationsgehalt besitzen. Entsprechende Forschungsergebnisse wurden sogar als ungenau und potenziell irreführend beschrieben, wenn sie in verallgemeinerter Form als Grundlage für pädagogische Entscheidungen oder pädagogischer Forschung über komplexe Lernsituationen verwendet werden.

## Historische Entwicklung und Kontroversen
DBR wurde erstmals 1990 bzw. 1992 von Allan Collins und 1992 von Ann L. Brown als „Design-Experimente“ eingeführt. Collins schlug ursprünglich Design-Experimente als Beitrag zu einer „Design-Wissenschaft“ vor, wie etwa Luftfahrttechnik oder künstliche Intelligenz, anstatt einer analytischen Wissenschaft, die natürliche Phänomene erklären will. Mitte der 1990er Jahre wurde eine Projektgruppe unter dem Namen National Design Experiment Consortium gegründet, welche über mehrere Jahre von dem bereits verstorbenen Jan Hawkins (damals: Educational Development Corporation) geleitet wurde, um die entwickelte Design-Forschungsmethode weiter zu verfeinern. Später prägte Christopher Hoadley den heute gebräuchlichen Begriff Design-based Research und rief das Design-Based Research Collective ins Leben, das von der Spencer Foundation finanziert wurde.
DBR wird oft von traditionellen experimentell arbeitenden Psychologen als nicht ausreichend wissenschaftlich fundierter Ansatz angesehen, weil DBR nicht den formalen Anforderungen der wissenschaftlichen Methode entspräche. Beispielsweise bezeichnete Charles Desforges im Jahr 2000 in seiner The Desmond Nuttall/Carfax MemorialLecture (Cardiff, UK) Design-Experimente als „neither designed, nor experiments“ (deutsch: „weder gestaltet noch Experimente“) und konstatierte, dass sich Lehrende vorwiegend an funktionierenden und gut dokumentierten erfolgreichen Beispielen für Lehre orientieren.
DBR wird darüber hinaus als ein Ergebnis kontinuierlicher ‚Produktentwicklungsprozesse‘ und weniger als Ergebnis wissenschaftlicher Forschung angesehen. Kritiker sehen „Design-Wissenschaft“ als eine Form angewandter Wissenschaft zur Entwicklung von ‚Lehrprodukten‘ oder Instruktionen, die nicht ausreichend theoretisch fundiert oder empirisch validiert sind. Einige Forscher fragen sich, ob DBR vor allem als eine explorative Forschungsmethode betrachtet und genutzt werden kann, die auf die Entwicklung von gestalteten Artefakten und eine Testung ihnen zugrunde liegender Theorien bzw. Hypothesen abzielt. Christopher Hoadley und Fabio C. Campos (2022) definieren DBR als „ein methodischer Ansatz zur Untersuchung von Forschungsfragen, die bisher noch nicht eingehend untersucht wurden“ und betonen die explorative Natur von DBR, die es erlaubt, „konzipierte Online-Lernumgebungen gleichzeitig zu erfinden und zu studieren.“ Sie diskutieren auch einige Herausforderungen und Grenzen von DBR, wie z. B. die Generalisierbarkeit, Validität und Ethik von DBR-Studien. Andere Kritiker weisen auf eine mangelnde Generalisierbarkeit und Übertragbarkeit von DBR-Ergebnissen hin, da diese stark vom lokalen Kontext abhängen und nicht leicht auf andere Situationen übertragen werden können. Fernerhin wird die methodologische Qualität und Gültigkeit von DBR-Studien kritisiert, welche oft keine klaren Forschungsfragen, Hypothesen oder Design-Prinzipien formulieren, keine angemessenen Datenquellen oder Analysemethoden verwenden oder keine kritische Reflexion über die eigenen Annahmen und mögliche Voreingenommenheiten anstellen.

## Ähnliche Konzepte und Methoden
- Design Science Methodology
- Design-based learning
- Scholarship of Teaching and Learning